# Engine Down
Engine Down war eine seit 1996 bestehende Band aus Richmond, Virginia, USA, die dem Post-Hardcore zugeordnet werden kann.

## Geschichte
Die 1996 gegründete Band entstand im Umfeld von Washingtoner Post-Hardcore, Emo- und Hardcore-Punk-Bands.
Die Besetzung blieb, abgesehen vom Wegfall von Gitarrist und Sänger Jeremy Taylor und dem darauf folgenden Einstieg von Keeley Davis 1998, weitestgehend gleich.
2005 löste sich die Band schließlich auf. Die Musiker spielten danach in anderen Projekten weiter. So stieß Keeley Davis zur Post-Hardcore-Band Sparta, Cornbread Compton etwa spielte unter anderem als Drummer bei Biology weiter.

## Stil
Früher noch stärker am Klang der Emo- und Post-Hardcore-Bands angelehnt, begann die Band mit der Zeit ihren ganz eigenen, eher ruhigen und immer stärker von Emo-Indierock-Klängen beeinflussten Sound zu spielen.
Bei Label Lovitt Records heißt es zum Sound der Band:

“Engine Down’s sound has matured into a force not content with the now tired boundaries of hardcore or ‘emo’. Rather, Engine Down continue to hone their craft, surprising listeners with unexpected instruments and song structures”

## Diskografie
- 1999: Under the Pretense of Present Tense
- 2000: To Bury Within the Sound
- 2001: Sign of Breath (EP)
- 2002: Demure
- 2004: self-titled